# Fórmula d'Entropia de Boltzmann

En mecànica estadística, l'equació de Boltzmann és una equació de probabilitat que relaciona l'entropia S d'un gas ideal amb la quantitat W, el nombre de microestats reals corresponents al macroestat de gas:

| {\displaystyle S=k_{\mathrm {B} }\ln W} | \| \| \| \| \| \| \| \| | (1) |
|                                         |                         |     |
|                                         |                         |     |
 on kB és la constant de Boltzmann (també escrita com simplement k) i igual a 1.38065×10−23 J/K.
En resum, la fórmula de Boltzmann mostra la relació entre l'entropia i el número de formes en que es poden organitzar els àtoms o molècules d'un sistema termodinàmic.

## Història
L'equació va ser formulada originalment per Ludwig Boltzmann entre 1872 i 1875, però després va ser posada en la seva forma actual per Max Planck al voltant de 1900. però la connexió logarítmica entre l'entropia i la probabilitat es va establir per primera vegada per L. Boltzmann en la seva "teoria cinètica dels gasos".
El valor de W originalment estava destinat a ser proporcional al Wahrscheinlichkeit (la paraula alemanya per probabilitat) d'un estat macroscòpic per alguna distribució de probabilitat de possibles microestats: la col·lecció de "formes" (no observables) de l'estat termodinàmic (observable) d'un sistema es pot realitzar mitjançant l'assignació de diferents posicions (x) i moments (p) a les diverses molècules. Interpretada d'aquesta manera, la fórmula de Boltzmann és la fórmula més general per l'entropia termodinàmica. No obstant això, el paradigma de Boltzmann era un gas ideal de N partícules idèntiques, de les quals Ni són a la i-èsima condició microscòpica (rang) de posició i moment. Per a aquest cas, la probabilitat de cada microestat del sistema és igual, de manera que per Boltzmann era equivalent a calcular el nombre de microestats associats amb un macroestat. Històricament, W va ser malinterpretat com literalment el nombre de microestats, i això és el que generalment significa avui en dia. W pot quantificar-se usant la fórmula per permutacions

| {\displaystyle W={\frac {N!}{\prod _{i}N_{i}!}}} | \| \| \| \| \| \| \| \| | (2) |
|                                                  |                         |     |
|                                                  |                         |     |
on i abasta totes les condicions moleculars possibles i el símbol matemàtic ! denota producte factorial. La "correcció" N! en el denominador es deu al fet que les partícules idèntiques a la mateixa condició són indistingibles. De vegades, W s'anomena "probabilitat termodinàmica", ja que és un nombre enter més gran que un, mentre que les probabilitats matemàtiques sempre són nombres entre zero i un.
El divisor de correcció N! es coneix com a "recompte correcte de Boltzmann".